# 柏林附近申艾谢
柏林附近申艾谢（德語：Schöneiche bei Berlin，發音：[ˈʃøːnʔaɪçə baɪ bɛʁˈliːn]）是德国勃兰登堡州奥得-施普雷县的市镇，面积16.73平方千米，2023年12月31日人口为13,145人。